# ロシア社会民主労働党中央委員会ロシア局
ロシア社会民主労働党中央委員会ロシア局は1903年から1917年にかけて存在した中央委員会メンバーからなるロシア社会民主労働党の組織で、ロシアの地方党組織の実務を直接担当し、地下印刷所の設立や非合法文献の出版に従事した。1903年に党の第2回大会がキエフで開催された後に設立され、1904年にはモスクワに、1905年以降はサンクトペテルブルクに置かれた。

## 経緯

### 1905年の革命までの時期
最初の局は、グレブ・マクシミリアノビッチ・クルジジャノフスキー、ウラジーミル・アレクサンドロヴィチ・ノスコフ、F.V.グサロフ、ロザリア・ゼムリャチカ、レオニード・クラーシン、マリーヤ・エッセンで構成されていた。その後、アレクサンドル・ボグダーノフ、F.I.ゴロシチェキン、I.F.ドゥブロヴィンスキー、K.S.エレメーエフ、P.A.ザルツキー、M.I.カリーニン、V.M. モロトフ、M.K.ムラノフ、V.P.ノギン、G.K.オルドゾニキゼ、G.I.ペトロフスキー、D.S.ポストロフスキー、Y.M.スヴェルドロフ、S.S.スパンダリヤン、I.V.スターリン、E.D.スタソワなどがメンバーであった。
ロシア局は、組織的、技術的、財政的、指導的、軍事的グループと、その活動を調整する執行委員会を設立した。1905年11月にレーニンがロシアに到着した後、ロシア局の機能はロシア社会民主労働党中央委員会に移管された。政治的反動期の1907年から1910年にかけて、ロシア局の活動は再開されたが、メンバーの多くが逮捕され、その一員であったメンシェヴィキ解党派の妨害工作のために、ロシア局はすぐに活動を停止した。

### 1914年の第一次世界大戦に向かう時期
1912年にプラハで開かれた、ロシア社会民主労働党の第6回全ロシア会議で選出された党中央委員会は、ロシア局を再結成し、その活動はレーニンによって亡命先から指導された。
1914年に第一次世界大戦が勃発すると、ロシア局のメンバーは逮捕され、一時的に活動を停止したが、1915年に再結成された。ロシア局は、帝国主義戦争に反対する闘争というレーニンのスローガンの周りにボリシェヴィキを結集するために、かなりの働きをした。ロシア社会民主労働党のサンクトペテルブルグ委員会のメンバーは、その活動に積極的に参加した。

### 1917年の革命に向かう時期
1917年の2月革命の間、ロシア局はペトログラード・ボルシェビキとともに労働者の革命的デモを指導した。1917年2月27日（3月12日）、ロシア社会民主労働党中央委員会のマニフェスト「ロシアの全市民へ」を発表し、ツァーリ独裁政治の打倒とブルジョア民主主義革命の勝利を宣言した。1917年3月、ロシア社会民主労働党は、旧体制の破壊と革命の成果の強化のための闘争を指導した。1917年3月5日（18日）の決定により、『プラウダ』紙の発行が再開された。ロシア局は、ロシアで合法的に活動していたロシア社会民主労働党（ボリシェビキ）の第7回（4月）全ロシア会議での新しい中央委員会の選出によって、1917年4月に消滅した。

## Состав
ロシア社会民主労働党中央委員会ロシア局には、さまざまな時期に次のような人物がいた：
- Кржижановский, Глеб Максимилианович
- Носков, Владимир Александрович
- Гусаров, Фёдор Васильевич
- Землячка, Розалия Самойловна
- レオニード・クラーシン
- アレクサンドル・ボグダーノフ
- Голощёкин, Филипп Исаевич
- Дубровинский, Иосиф Фёдорович
- Эссен, Эдуард Эдуардович
- Еремеев, Константин Степанович
- Карпов, Лев Яковлевич
- Залуцкий, Пётр Антонович
- Крохмаль, Виктор Николаевич
- Розаль, Виктор Николаевич
- Гальберштадт, Розалия Самсоновна
- Постоловский, Дмитрий Симонович
- アレクセイ・ルイコフ
- Румянцев, Пётр Петрович
- Гольденберг, Иосиф Петрович
- Лейтейзен, Гавриил Давидович
- Ногин, Виктор Павлович
- Рожков, Николай Александрович
- ノエ・ジョルダニア
- Рамишвили, Ной Виссарионович
- Айзенштадт, Ида Львовна
- グリゴリー・オルジョニキーゼ
- Спандарян, Сурен Спандарович
- ヨシフ・スターリン
- Стасова, Елена Дмитриевна
- ヤーコフ・スヴェルドロフ
- グリゴリー・ペトロフスキー
- Шотман, Александр Васильевич
- Бадаев, Алексей Егорович
- Киселёв, Алексей Семёнович
- ウラジーミル・レーニン
- Залежский Владимир Николаевич
- Фокин, Игнат Иванович
- Осипов, Геннадий Алексеевич
- Шляпников, Александр Гаврилович
- Дунаев, Евлампий Александрович
- ヴャチェスラフ・モロトフ
- Шведчиков, Константин Матвеевич
- ミハイル・カリーニン
- Шутко, Кирилл Иванович
- Хахарев, Михаил Иванович
- Ольминский, Михаил Степанович
- Ульянова, Мария Ильинична
- Елизарова-Ульянова, Анна Ильинична
- Бокий, Глеб Иванович
- Муранов, Матвей Константинович
- ピョートル・ストゥチカ